# Gordon Preston
Gordon Preston   (Workington, 28 d'abril de 1925 - Oxford, 14 d'abril de 2015) va ser un matemàtic anglès que va treballar a Austràlia.

## Vida i obra
Tot i haver nascut a Workington va ser escolaritzat a Carlisle, on va acabar els estudis secundaris el 1943. Aquest mateix any, durant la Segona Guerra Mundial, va deixar la universitat d'Oxford per treballar a Bletchley Park ajudant al desxifrat dels codis militars alemanys, incorporant-se al Newmanry, amb un petit grup de matemàtics dirigit per Max Newman. Acabada la guerra el 1945, va continuar els estudis a la universitat d'Oxford en la qual es va graduar el 1948.
Els anys següents, va ser professor a temps parcial a la Westminster School de Londres i al Royal Military College of Science, mentre feia recerca pel seu doctorat que va obtenir el 1953. Els anys següents va ser docent de diverses institucions d'ensenyament superior del Regne Unit i dels Estats Units fins que el 1963 va ser contractat com catedràtic de matemàtiques pures a la universitat de Monash a Melbourne (Austràlia), on va fer la resta de la seva carrera académica.
Preston és recordat com un especialista en la teoria inversa de semigrups. El seu llibre The Algebraic Theory of Semigroups (Vol 1 1961) (Vol 2 1967), escrit conjuntament amb Alfred Clifford es considera el primer tractament sistemàtic dels semigrups.